# Dos cruces en Danger Pass
Dos cruces en Danger Pass es un film estrenado el 28de marzo de 1967 dirigido por el cineasta español Rafael Romero Marchent. Es un drama ambientado en el oeste americano, dentro del subgénero del spaghetti western.

## Argumento
El sheriff Mitchell y su ayudante Doc, intentan salvar a Powell del linchamiento de la gente de Morán, cacique de Danger Pass. Tras conseguir que Powell abandone la prisión, Mitchell es traicionado por Doc. En la refriega muere un hijo de Morán, y éste, lleno de ira, mata al sheriff y a su mujer delante de su hija para, de esta forma, perdonar la vida de Alex, el hijo mayor que está escondido, y la de su hermanita, que se la llevan con ellos. Pasados doce años, Alex, ya hombre, abandona a su familia adoptiva para cumplir la venganza pensada desde aquel día.
- Datos: Q3715961